# Eteri Tutberidzeová
Eteri Georgijevna Tutberidzeová (* 24. února 1974, Moskva), nepřechýleně Tutberidze, rusky Этери Георгиевна Тутберидзе, je ruská krasobruslařská trenérka, která pracuje především s jednotlivkyněmi. Působí jako hlavní trenérka v moskevském bruslařském klubu Sambo-70.
Trénovala několik krasobruslařek, které dosáhly úspěchů na mezinárodních soutěžích, jako například zlatá olympijská medailistka z roku 2022 a mistryně světa z roku 2021 Anna Ščerbakovová, stříbrná olympijská medailistka z roku 2022 a dvojnásobná juniorská mistryně světa Alexandra Trusovová, juniorská mistryně světa z roku 2020 Kamila Valijevová (za doping odhalený v prosinci 2021 dostala čtyřletý zákaz činnosti a přišla o olympijské týmové zlato a titul mistryně Evropy z roku 2022), olympijská vítězka z roku 2018 a mistryně světa z roku 2019 Alina Zagitovová, dvojnásobná mistryně světa a stříbrná olympijská medailistka z roku 2018 Jevgenija Medveděvová a zlatá olympijská medailistka z roku 2014 Julia Lipnická.
Tréninkové metody Tutberidzeové vyvolaly otázky ohledně blaha jejích nezletilých sportovců, zejména poté, co se na olympijských hrách 2022 objevilo podezření z dopingu její patnáctileté svěřenkyně Kamily Valijevové, ale také v souvislosti s přiznanými potížemi Lipnické, která na konci krátké kariéry bojovala s anorexií.

## Osobní život
Tutberidzeová se narodila v Moskvě jako nejmladší z pěti dětí. Je napůl Gruzínka, ze čtvrtiny Ruska a ze čtvrtiny Arménka, její matka byla vedoucí inženýrkou na ministerstvu zemědělských staveb a otec pracoval ve slévárně závodu ZIL a jako taxikář.
Tutberidzeová studovala na Akademii tělesné výchovy v Malachovce a získala titul v oboru choreografie na Institutu současného umění. Během šesti let pobytu ve Spojených státech žila v Oklahoma City, Cincinnati, Los Angeles a San Antoniu. V roce 2003 se jí v Las Vegas narodila dcera Diana. Dianu matka trénovala jako bruslařku až do roku 2016, kdy se na matčino naléhání rozhodla pro tance na ledě.

## Krasobruslařská kariéra
Tutberidzeová začala bruslit ve čtyřech a půl letech pod vedením Jevgenije Zelikovové a poté Eduarda Pliněra. Poté, co utrpěla zlomeninu páteře a vyrostla o 22 cm, přešla z kategorie jednotlivkyň do tanců na ledě. Dva roky ji trénovala Lidija Kabanovová a poté se připojila k Jeleně Čajkovské, která ji spojila s Vjačeslavem Čičekinem. Po krátkém tréninku pod vedením Natálie Liničukové přešla ke Gennadiji Akkermanovi, který byl jejím trenérem další tři roky. S Alexejem Kiljakovem bruslila až do jeho emigrace do Spojených států.
V sezóně 1991/92 Tutberidzeová trénovala pod vedením Taťjany Tarasovové, než se rozhodla vystupovat v ledních show. Vystupovala jako adagio bruslařka v páru s Nikolajem Aptěrem a několik let absolvovala turné s Ice Capades. V USA působila mimo jiné mimo jiné v Oklahomě v době bombového útoku v roce 1995, za který dostala odškodnění jako pozůstalá.

## Trenérství

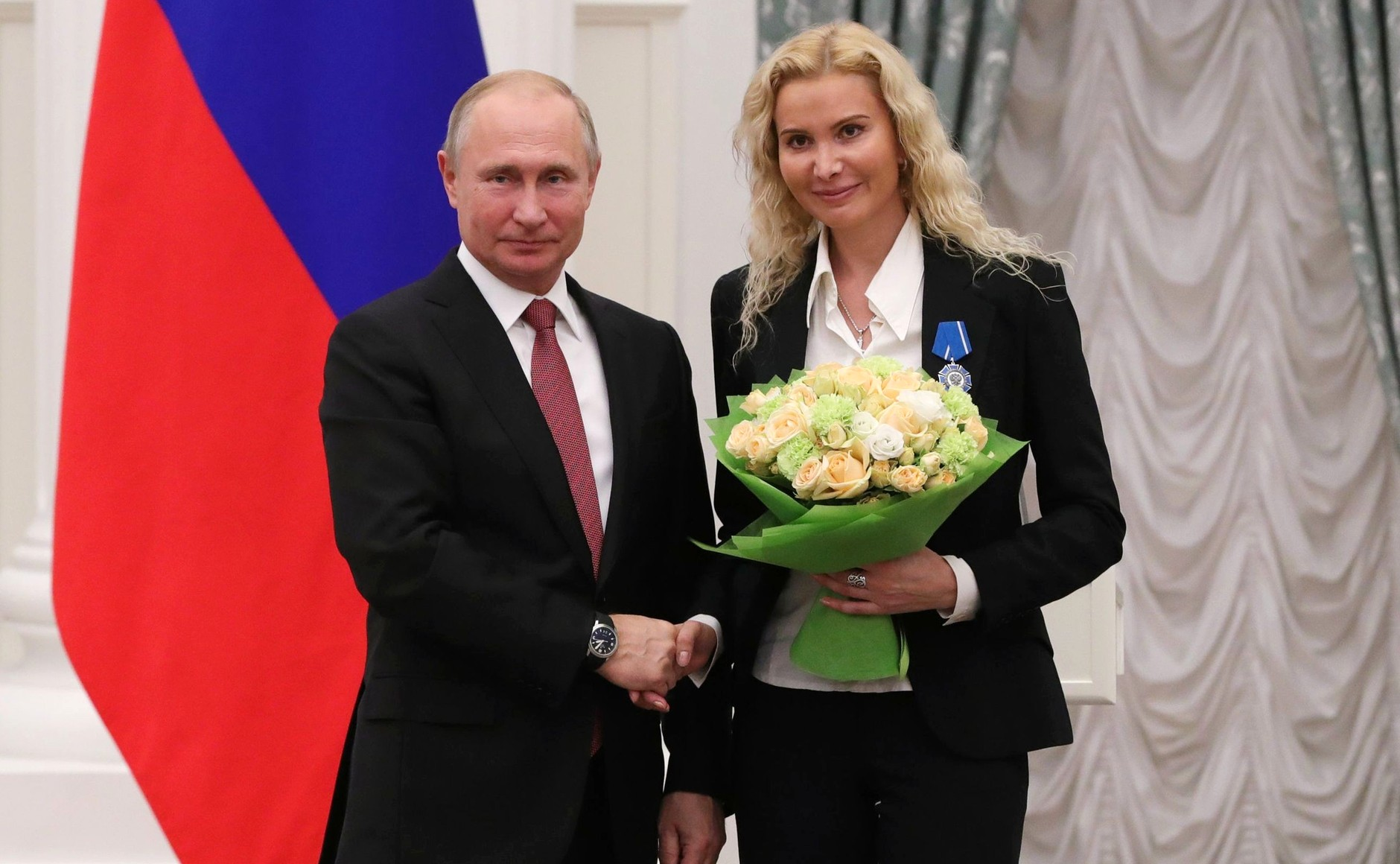
Tutberidzeová přebírá Řád cti od ruského prezidenta Vladimira Putina

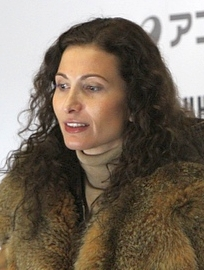
Tutberidzeová na finále juniorské Grand Prix v prosinci 2010

Tutberidzeová začala trénovat v San Antoniu v Texasu. Po návratu do Ruska trénovala na několika moskevských kluzištích, včetně hokejového kluziště Serebrjannyj, kde byl čas na ledě pro krasobruslaře omezený, poté přešla do Sambo-70 v Moskvě, kde spolupracuje se Sergejem Dudakovem a Daniilem Glejchengauzem.

### Senioři
| Svěřenec                                                                     | Země   | Období tréninku                          | Úspěchy pod vedením Tutberidzeové |
| ---------------------------------------------------------------------------- | ------ | ---------------------------------------- | --- |
| Nika Egadze                                                                  | Gruzie | 2015-současnost                          | - 2017 Evropský olympijský festival mládeže, bronzová medaile - 2021 CS Cup of Austria, zlatá medaile |
| Maja Chromychová                                                             | Rusko  | 2018-současnost                          | - 2021 CS Warsaw Cup, zlatá medaile - 2021 Gran Premio d'Italia, stříbrná medaile - 2021 Rostelecom Cup, bronzová medaile - 2021 Mistrovství Ruska seniorů, 5. místo - 2020 Mistrovství světa juniorů, 4. místo |
| Alena Kostorná                                                               | Rusko  | 2017-červenec 2020 únor 2021-současnost  | - 2020 Mistryně Evropy - 2019 Grand Prix Final šampionka - 2020 vicemistryně Ruska - Dvojnásobná bronzová medailistka z ruského šampionátu (2018, 2019) - 2018 Junior Grand Prix Final šampionka - 2018 Junior World stříbrná medailistka - Dvojnásobná stříbrná medailistka z juniorského mistrovství Ruska (2018, 2019)                                                                            |
| Morisi Kvitelašvili                                                          | Gruzie |                                          | - 2020 Mistrovství Evropy, bronzová medaile - 2021 Rostelecom Cup šampion - Dvojnásobný stříbrný medailista Rostelecom Cupu (2018, 2020) - Účastník ZOH 2018 a 2022 |
| Jevgenija Medveděvová                                                        | Rusko  | 2008-květen 2018 září 2020-prosinec 2021 | - Olympijské hry 2018 stříbrná medailistka - Dvojnásobná mistryně světa (2016, 2017) - Dvojnásobná mistryně Evropy (2016, 2017) - Dvojnásobná šampionka finále Grand Prix (2015, 2016) - Dvojnásobná mistryně Ruska (2016, 2017) - 2015 juniorská mistryně světa - 2015 vítězka finále juniorské Grand Prix - 2015 juniorská mistryně Ruska                                                          |
| Anna Ščerbakovová                                                            | Rusko  | 2013-současnost                          | - Olympijské hry 2022 zlatá medailistka - Mistryně světa 2021 - Trojnásobná mistryně Ruska (2019, 2020, 2021) - Bronzová medailistka z mistrovství Ruska 2022 - Dvojnásobná evropská stříbrná medailistka (2020, 2022) - Finále Grand Prix 2019, stříbrná medailistka - Mistrovství světa juniorů 2019, stříbrná medailistka - Mistrovství Ruska juniorů 2019, bronzová medailistka                  |
| Jevgenija Tarasovová / Vladimir Morozov (ve spolupráci s Maximem Traňkovem). | Rusko  | duben 2021 - současnost                  | - 2022 Mistrovství Evropy, stříbrní medailisté - 2021 Skate America, mistři světa - 2021 NHK Trophy, stříbrní medailisté - 2022 Mistrovství Ruska, bronzoví medailisté |
| Alexandra Trusovová                                                          | Rusko  | 2016-květen 2020 květen 2021-současnost  | - Olympijské hry 2022, stříbrná medaile - Dvojnásobná bronzová medailistka z mistrovství Evropy (2020, 2022) - 2019 Grand Prix Final bronzová medailistka - 2019 a 2022. Stříbrná medailistka z mistrovství Ruska - 2020 ruská bronzová medailistka - Dvojnásobná juniorská mistryně světa (2018, 2019) - 2017 Junior Grand Prix Final šampionka - Dvojnásobná juniorská mistryně Ruska (2018, 2019) |
| Daria Usačovová                                                              | Rusko  | 2016–2023                                | - 2021 Skate America stříbrná medailistka - 2020 mistrovství světa juniorů, stříbrná medailistka - 2019 finále juniorské Grand Prix, bronzová medailistka - 2020 mistrovství Ruska juniorů, stříbrná medailistka - 2021 Mistrovství Ruska seniorů, 4. místo |
| Kamila Valijevová                                                            | Rusko  | 2018-současnost                          | - 2020 juniorská mistryně světa - 2019 vítězka juniorského Grand Prix - 2022 mistryně Ruska - 2020 juniorská mistryně Ruska - 2021 vicemistryně Ruska |
| Alina Zagitovová                                                             | Rusko  | 2015-současnost                          | - Olympijské hry 2018, zlatá medaile - 2019 Mistryně světa - 2018 Mistryně Evropy - 2017 vítězka finále Grand Prix - 2018 mistryně Ruska - 2017 juniorská mistryně světa - 2016 vítězka juniorského finále Grand Prix - 2017 juniorská mistryně Ruska |

## Kontroverze
Trenérské metody Tutberidzeové byly kritizovány fanoušky, novináři i bruslaři, zejména v souvislosti s dopingovým skandálem Kamily Valijevové na olympijských hrách v Pekingu v roce 2022. Již před Pekingem se na veřejnost dostaly informace o tom, že klub Sambo-70 praktikuje u svých svěřenců dehydrataci, hladovění a nepřizpůsobuje tréninkový režim zraněním. Kritici si také všimli, že žáci Tutberidzeové kvůli zraněním pravidelně odcházejí do sportovního důchodu již před dosažením 18 let. Několik jejích žáků mužského pohlaví, například Daniil Samsonov a Adian Pitkejev, pod jejím vedením utrpělo vážná zranění.
Po dopingové kontroverzi Valijevové v roce 2022 se objevila nová vlna kritických článků a ozvali se i krasobruslaři, přičemž trenér Romain Haguenauer prohlásil, že trénink Tutberidzeové je „násilný, až vojenský“ a že „by ji k dětem nepustili“, kdyby tyto praktiky v Montréalu používala jako trenérka. O neudržitelnosti těchto metod a zkrácení kariéry hovořil také choreograf Benoît Richaud. Krasobruslaři Adam Rippon a Katarina Wittová veřejně vyjádřili podporu Valijevové a prohlásili, že „dospělí v jejím okolí naprosto selhali“ a že „ti, co jsou za toto zodpovědní, by měli být navždy vykázáni ze sportu“.
Prezident MOV Thomas Bach vyjádřil obavy o blaho Kamily Valijevové a komentoval to slovy: „(Valijevová) byla svým nejbližším okolím přijata zcela chladně, bylo hrozné to vidět. Místo aby jí poskytli útěchu, aby se jí snažili pomoci.“  Kreml reagoval, že „přísnost trenéra ve vrcholovém sportu je klíčová pro to, aby jejich sportovci dosahovali vítězství“.